# 法拉克羅山
41°17′38″N 24°5′41″E / 41.29389°N 24.09472°E

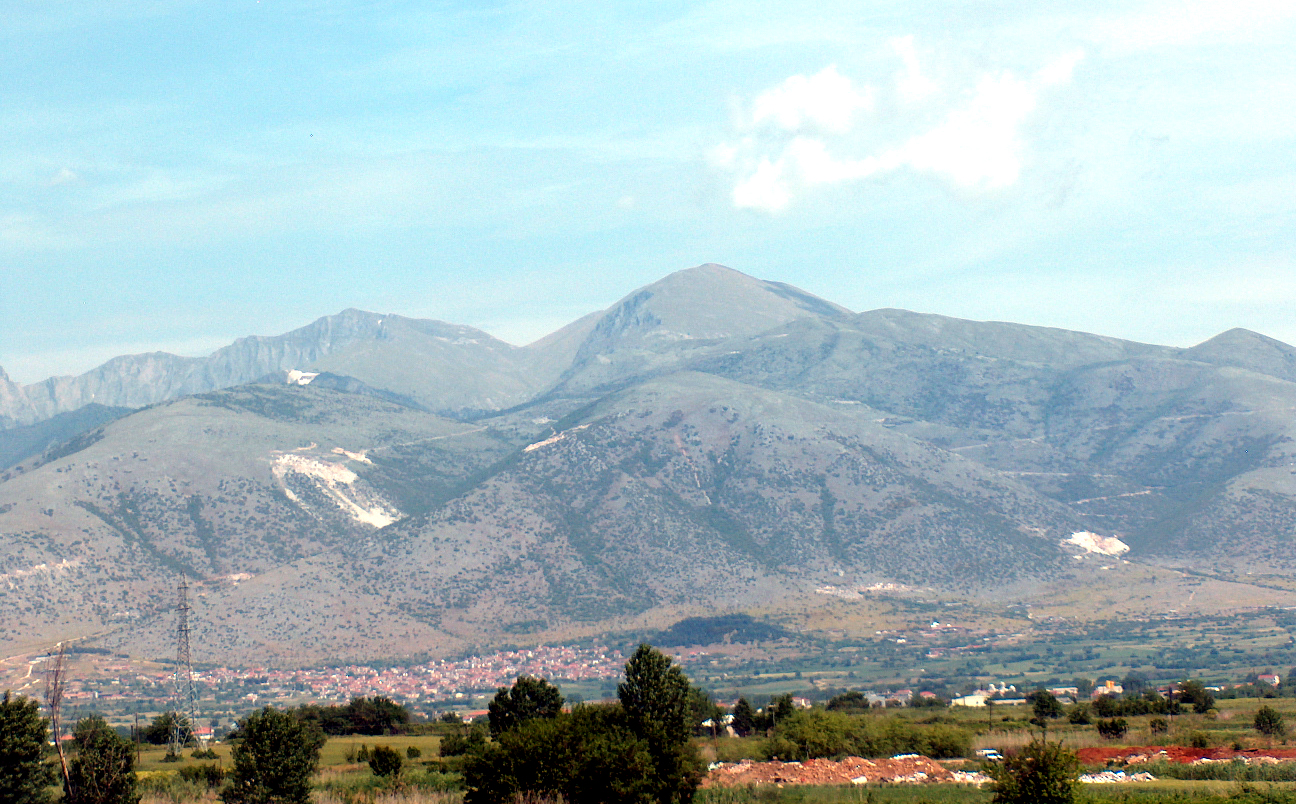

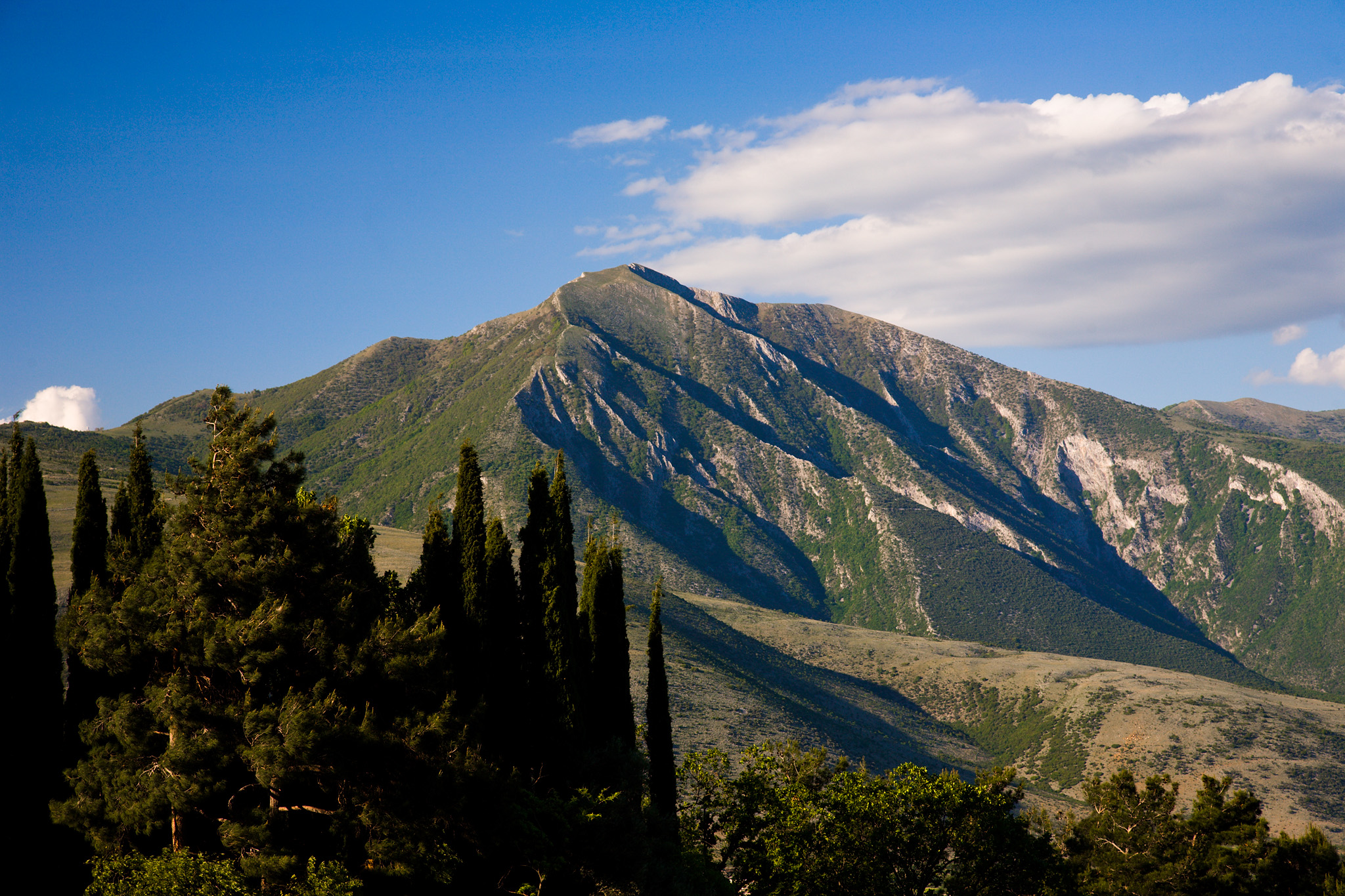

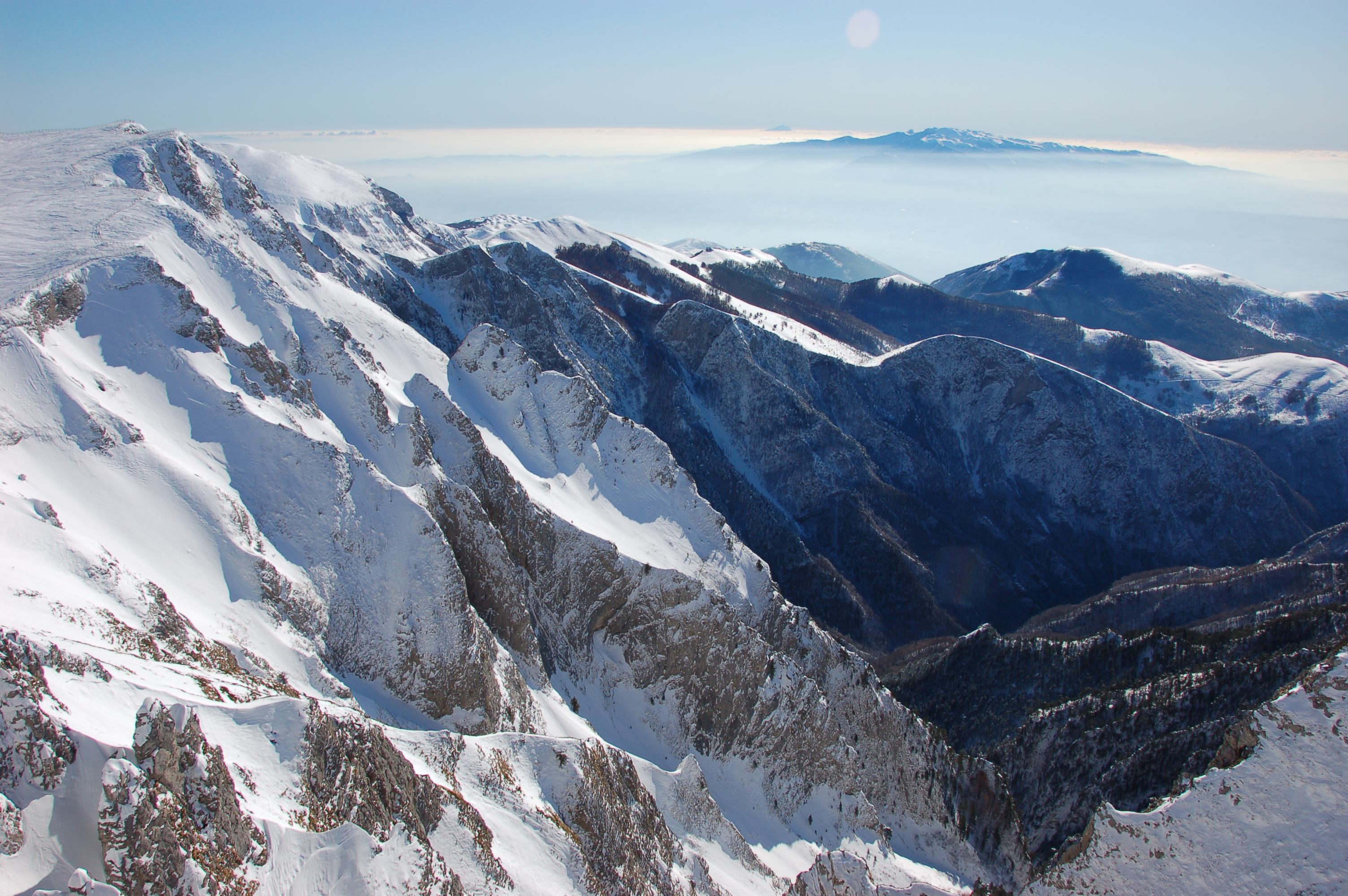

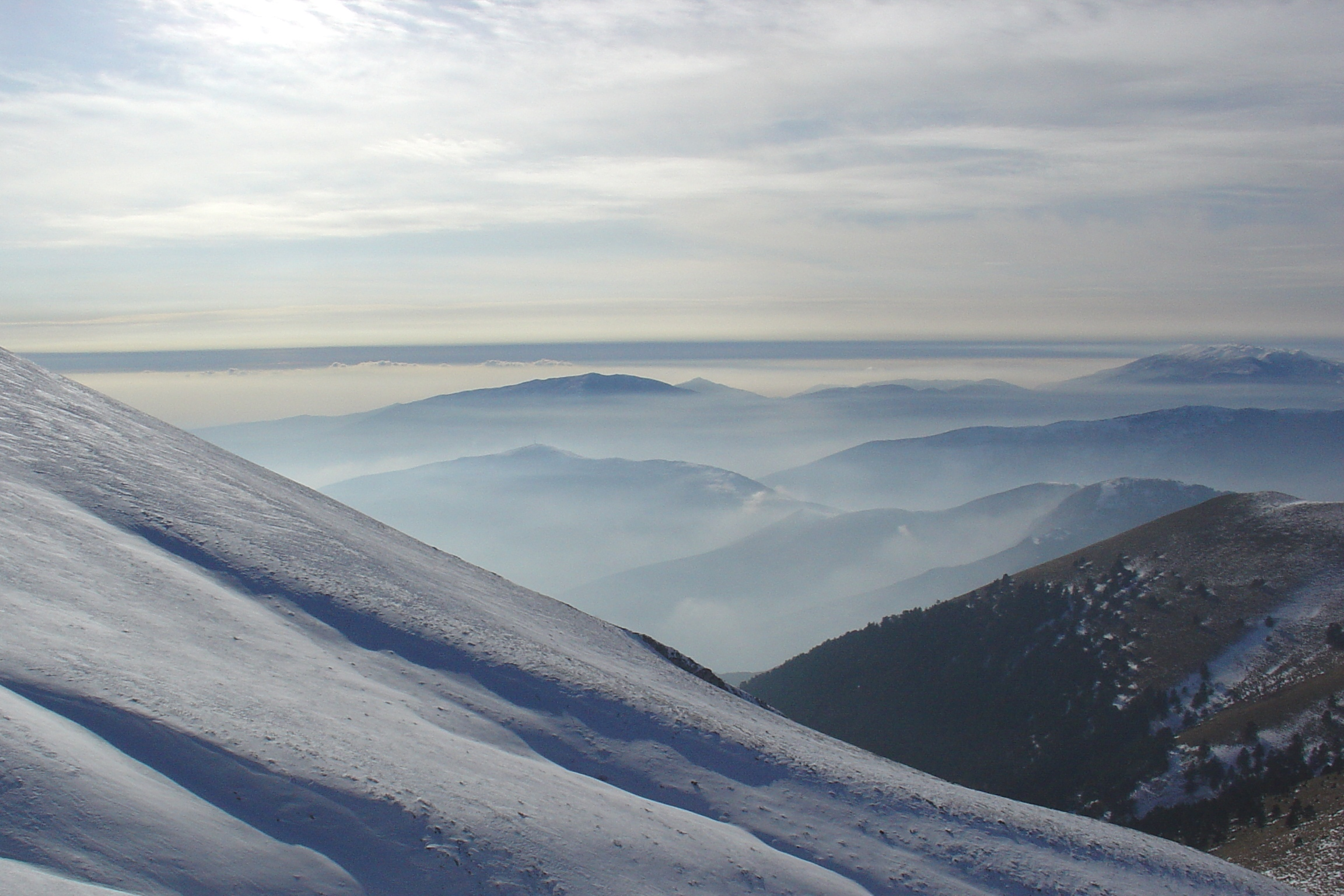

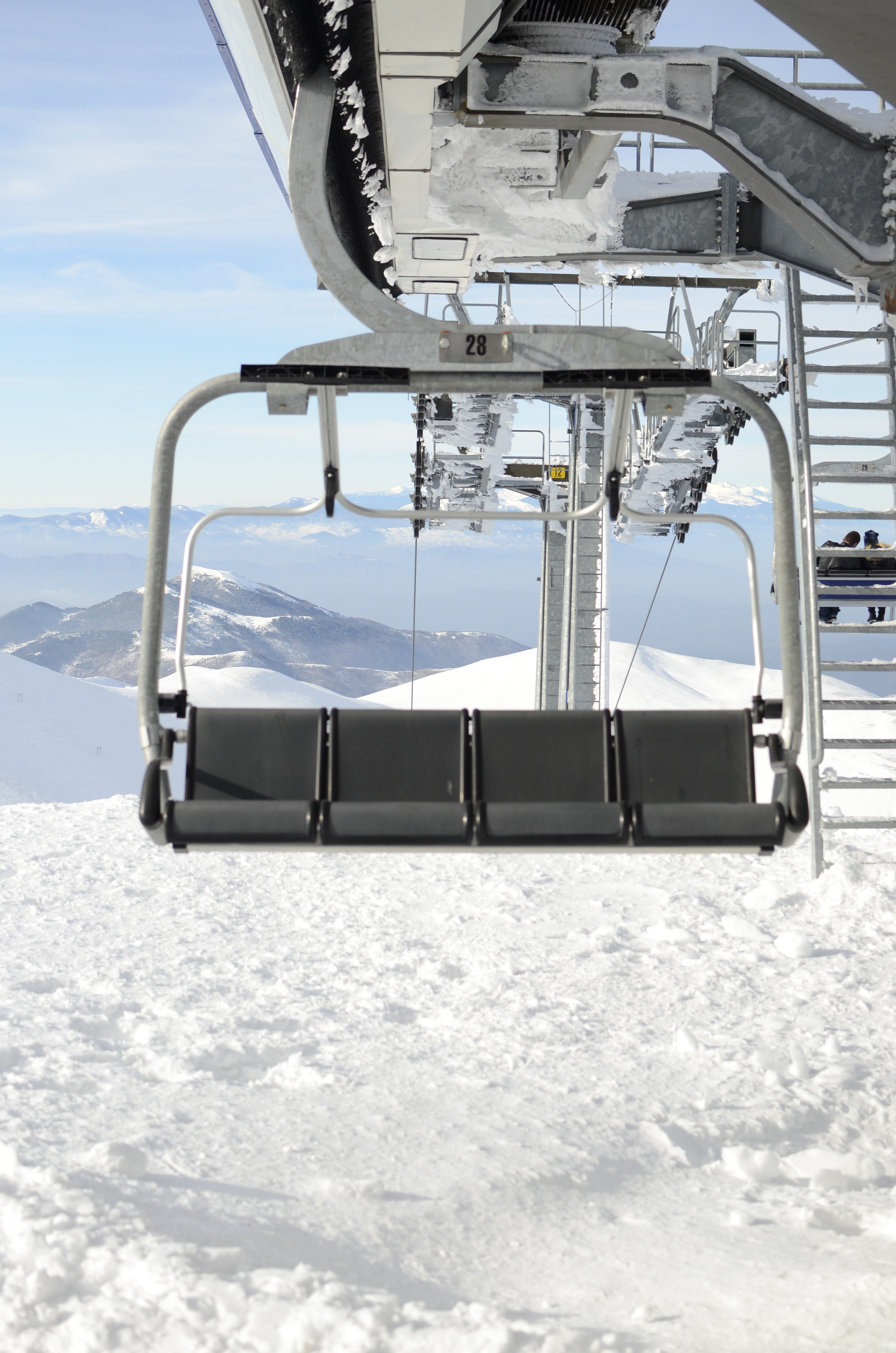

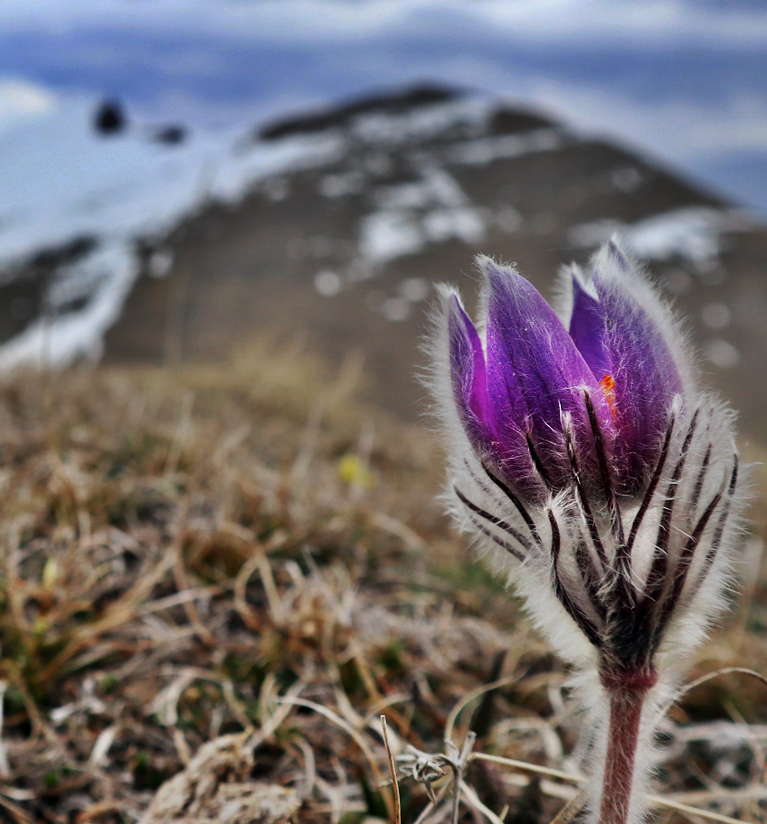

法拉克羅山是希臘的山峰，位於該國北部馬其頓，處於兹拉马专区，屬於羅多彼山脈的一部分，海拔高度2,232米，山上設有滑雪場，成群的牛、羊、馬和騾在北坡吃草。